# Njoerba
Njoerba (Russisch: Нюрба; Jakoets: Ньурба) is een stad in de Russische autonome republiek Jakoetië. De stad ligt aan de rivier de Viljoej (Вилюй), 846 km ten noordwesten van Jakoetsk.
Njoerba werd in 1930 gesticht, verkreeg de status van nederzetting met stedelijk karakter in 1958 en de stadsstatus in 1998.
Oeloesen: Abyjski · Aldanski · Allaichovski · Amginski · Anabarski · Boeloenski · Verchneviljoejski · Verchnekolymski · Verchojanski · Viljoejski · Gorny · Zjiganski · Kobjajski · Lenski · Megino-Kangalasski · Mirninski · Momski · Namski · Nerjoengrinski · Nizjnekolymski · Njoerbinski · Ojmjakonski · Olenjokski · Oljokminski · Srednekolymski · Soentarski · Tattinski · Tomponski · Oest-Aldanski · Oest-Majski · Oest-Janski · Changalasski · Tsjoeraptsjinski · Eveno-Bytantajski

Bestuurlijk centrum: Jakoetsk

Grote steden: Aldan · Lensk · Mirny · Nerjoengri · Njoerba · Oedatsjny · Oljokminsk · Pokrovsk · Srednekolymsk · Tommot · Verchojansk · Viljoejsk